# Göynükler (Abana)
Göynükler is een dorp in het Turkse district Abana en telt 64 inwoners.
Centrale districtsplaats (İlçe Merkezi): Abana
Dorpen (Köyler):
Akçam · Altıkulaç · Çampınar · Denizbükü · Elmaçukuru · Göynükler · Kadıyusuf · Yakabaşı · Yemeni · Yeşilyuva